# Simple Headphone Mind
Simple Headphone Mind es un EP de edición limitada lanzado por la banda inglesa de post-rock Stereolab y el grupo inglés de música industrial Nurse With Wound. Esta colaboración fue editada en el año 1997. Stereolab y Nurse With Wound ya habían colaborado en otro EP, Crumb Duck, en 1993. Stereolab le entregó la canción completada a Steve Stapleton (miembro principal de Nurse With Wound), quien la remezcló. A pesar de tener distintos títulos, ambos tracks están basados en la misma canción de Stereolab, la cual ya había sido editada en un split con Yo La Tengo (The Long Hair of Death, con el mismo título). Esa versión fue la que apareció en el compilado de Stereolab Aluminum Tunes con ese título.

## Lista de temas
1. «Simple Headphone Mind» – 10:36
2. «Trippin' With The Birds» – 21:04